# Plagiothecium geminum
Plagiothecium geminum là một loài rêu trong họ Plagiotheciaceae. Loài này được (Mitt.) A. Jaeger mô tả khoa học đầu tiên năm 1878.